# Nierentrop
Nierentrop ist ein Ortsteil der Stadt Schmallenberg in Nordrhein-Westfalen.

## Geografie

### Lage
Das Dorf liegt rund 1,5 km nordöstlich von Dorlar und 6 km nordwestlich von Bad Fredeburg. Durch den Ort fließt die Ilpe. Um das Dorf liegt das Landschaftsschutzgebiet Ortsrandlage Nierentrop.

### Nachbarorte
Angrenzende Orte sind Sellinghausen, Kirchilpe, Dorlar, Twismecke und Altenilpe.

## Geschichte
Die Verleihung eines Hofes zu Nierentrop wurde in einer Urkunde vom 28. März 1273 erstmals dokumentiert. Bis zur kommunalen Neugliederung in Nordrhein-Westfalen gehörte Nierentrop zur Gemeinde Dorlar. Seit dem 1. Januar 1975 ist Nierentrop ein Ortsteil der Stadt Schmallenberg.

## Sehenswürdigkeiten
In dem Ort steht eine denkmalgeschützte Hofanlage mit einem 400 Jahre alten Backhaus, einer Hofkapelle und einem Bilderstock.